# Tatort: Es lebe der Tod
Es lebe der Tod (englischer Titel: Long Live Death) ist ein Fernsehfilm aus der Krimireihe Tatort. Der vom Hessischen Rundfunk produzierte Beitrag ist die 1001. Tatort-Episode und wurde am 20. November 2016 im Ersten erstgesendet. Der Wiesbadener Kommissar Felix Murot ermittelt seinen sechsten Fall.

## Handlung
Hauptkommissar Felix Murot ermittelt gegen einen Serienmörder, der bereits fünf Menschen getötet hat, die alle mit aufgeschnittenen Pulsadern in der Badewanne gefunden wurden. Mittels eines fingierten sechsten Mordes nach einem ähnlichen, aber von den vorherigen Taten abweichenden Muster gelingt es Murot und seinen Kollegen, dass sich der Täter bei Murot meldet, um klarzustellen, dass er mit dem sechsten Mord nichts zu tun hat. Der Täter lockt Murot in ein verlassenes Haus, wo er ihm Fotos der bisherigen Mordopfer zeigt. Als er Murot plötzlich aus einem Hinterhalt im Dunkeln mit einer Spritze betäuben will, wird er im letzten Moment von Murots eingreifenden Kollegen überwältigt und verhaftet. Im von Murot geführten Verhör gesteht der verhaftete Arthur Steinmetz die fünf Morde; einen definitiven Beweis für seine Schuld gibt es jedoch nicht. Als Motiv gibt Steinmetz an, den Menschen, die entweder unheilbar krank oder depressiv gewesen waren, damit geholfen zu haben. Auch verdeutlicht er während des Verhörs Murot dessen eigene depressiven Neigungen. Schließlich gibt Steinmetz preis, dass er ein weiteres Opfer in seiner Gewalt hat, das gefesselt in einer sich langsam füllenden Badewanne liegt und ertrinken wird, wenn es nicht zuvor gefunden würde. Murots Assistentin Magda Wächter erkennt in dem Entführungsopfer ihre Tochter. Der todkranke Steinmetz ist bereit, den Aufenthaltsort von Wächters Tochter preiszugeben, wenn Murot, den Steinmetz als sechstes Opfer auserkoren hatte, dafür im Gegenzug Suizid begeht. Murot ringt einige Zeit mit sich selbst, geht dann aber offenbar darauf ein. Er begibt sich mit dem bereits erheblich geschwächten Mörder in ein Hotelzimmer, steigt dort in eine Badewanne und schneidet sich die Pulsadern auf. Ein Bote überbringt der Polizei einen Hinweis des sterbenden Steinmetz über den Aufenthaltsort von Wächters Tochter, die daraufhin in letzter Sekunde gerettet werden kann – während Murot in der Badewanne zu verbluten droht. Kurz bevor Murot das Bewusstsein verliert, gelingt es ihm mit letzter Kraft, mit der Hand den Wasserhahn so weit aufzudrehen, dass die Badewanne überläuft und das Wasser auf den Hotelflur fließt und zwei Hotelgäste darauf aufmerksam werden. Murot wird gerettet. Am Ende des Films betritt er ein Café, in dem sich Magda Wächter und ihre Tochter aufhalten.

## Hintergrund
Der Film wurde an 26 Drehtagen vom 2. Juni 2015 bis zum 9. Juli 2015 in Frankfurt am Main und in Wiesbaden gedreht.
Der Film lief auf einigen US-amerikanischen Filmfestivals unter dem englischen Titel Long Live Death.
Steinmetz konfrontiert Murot im Gefängniskrankenhaus damit, dass Murots Vater an seinem Geburtstag Selbstmord begangen habe, als Murot erst zwölf Jahre alt war. In Rückblenden ist dies auch deutlich zu sehen. (Pastor Murot am Baum hängend, Murot als kleiner Junge mit Buntstiftzeichnung als Geburtstagsgeschenk.) In der ersten Tatort-Episode mit Kommissar Murot Wie einst Lilly erzählt Murot der Pensionswirtin Jana Maitner bei einem Treffen in der ehemaligen Kirche seines Vaters jedoch, dass dieser ihn bei einem intimen Date mit seiner Jugendfreundin Lilly Maitner in der Kirche erwischt habe. Auch erwähnt Murots Jugendfreund in der gleichen Folge, dass Murot nicht zur Beerdigung seines Vaters gekommen sei, wie überhaupt nur wenige Einwohner ihm das letzte Geleit gegeben hätten. Diese zwei Versionen passen nicht zusammen. 

## Soundtrack
Der Soundtrack enthält lediglich ein Lied, das immer wieder angespielt wird, regelmäßig wenn der Täter einen Mord begeht. Dabei handelt es sich um Fourth of July von Sufjan Stevens. Das Lied trägt entscheidend zur Stimmung des Films bei und wurde in der Presse vielfach ausdrücklich und positiv erwähnt.

## Rezeption

### Kritiken
„Kein Kopf in der Box wie bei ‚Se7en‘ also, und doch lässt dieser ‚Tatort‘ den Zuschauer verstört zurück wie kaum ein anderer Psychoschocker. Das liegt daran, wie Tukur seinen Murot hier tief und tieftraurig in die Ambivalenzen des Falles vordringen lässt.“

„‚Es lebe der Tod‘ ist eine Philosophie über den Tod und darüber, ob es eine helle Seite des Todes gibt. Täter Steinmetz […] spricht darüber mit dem LKA-Mann Felix Murot […]; dieser sehr ruhige ‚Tatort‘ ist in Teilen ein Dialog zwischen dem Ermittler und dem Mörder, also zwischen Gut und Böse. Was so leicht zu unterscheiden allerdings nicht immer ist, der gute Mensch als solcher ist auch nur eine Illusion. Schöner Drehbuch-Satz: ‚Mit dem ersten Kontakt kommt der erste Verdacht.‘“

### Einschaltquoten
Die Erstausstrahlung von Es lebe der Tod am 20. November 2016 wurde in Deutschland von 8,82 Millionen Zuschauern gesehen und erreichte einen Marktanteil von 23,6 Prozent für Das Erste.

### Auszeichnungen
- 2016: Austin Film Festival – Nominierung für den Publikumspreis in der Kategorie Stories from Abroad für Erol Yesilkaya
- 2016: Hessischer Fernsehpreis – Nominierung in der Kategorie Beste Darstellerin für Barbara Philipp
- 2016: Festival des deutschen Films – Nominierung für den Filmkunstpreis in der Kategorie Bester deutscher Film für Sebastian Marka
- 2017: Garden State Film Festival – Festivalpreis in der Kategorie International Narrative Feature für Sebastian Marka, Jörg Himstedt und Liane Jessen
- 2017: Nashville Film Festival – Publikumspreis im Wettbewerb Episodic Competition in der Kategorie Long Form für Sebastian Marka[10]